# تيريزا غيمبيرا
تيريزا جيمبيرا إي فلاكير (بالإسبانية: Teresa Gimpera i Flaquer) (21 سبتمبر 1936 – 23 يوليو 2024) كانت ممثلة سينمائية وتلفزيونية إسبانية وعارضة أزياء في الستينيات والسبعينيات.

## روابط خارجية
- Teresa Gimpera على موقع IMDb (الإنجليزية)
- Teresa Gimpera على موقع ألو سيني (الفرنسية)
- Teresa Gimpera على موقع أول موفي (الإنجليزية)
- Teresa Gimpera على موقع قاعدة بيانات الأفلام السويدية (السويدية)
- Teresa Gimpera على موقع قاعدة بيانات الفيلم (الإنجليزية)
- Teresa Gimpera على موقع كينوبويسك (الروسية)

لا توجد روابط لمواقع التواصل الاجتماعي.